# 格利澤876
格利泽876是一顆紅矮星，體積為太陽的一半，位於寶瓶座，距離地球15光年;距離银河系6000光年。它也是一顆變星，標示的名稱為寶瓶座 IL，其光譜類型為M4V。之前已經發現兩顆行星，其軌道共振為2:1；在2006年發現他有第3顆行星。格利泽876是迄今被證實有行星的兩顆紅矮星之一，另一顆是格利澤436。

## 距離和可見性
格利泽 876非常靠近我們的太陽系，根據依巴谷天體測量衛星測得的視差為212.59毫秒弧（mas）。相當於4.7秒差距（15.3光年）。儘管如此的靠近我們，但因為星光極為微弱（10等星），因此肉眼無法看見，只能使用望遠鏡來觀察。

## 恆星特徵
作為一顆紅矮星，格利泽876的質量遠低於我們的太陽，估計只有太陽的32%。Gliese 876表面的溫度也比太陽要低，半徑也比太陽小。結合這些因素，使得這顆恆星的光度僅為太陽的1.24%，因此多數的能量都在紅外線的波長。
要估計低溫恆星的金屬含量是比較困難的，因為在它們的大氣層中已經可以形成雙原子分子，使得光譜線變得很複雜。經過對光譜適當的觀察與重塑，估計Gliese 876的重元素豐度比太陽略低些（鐵的豐度約為太陽的75%）。基於色球層的活動與所依據的理論模型，這顆恆星的年齡大約是65.2億或99億歲。
如同許多低質量的恆星，格利泽876也是一顆變星，它的型態是天龍座 BY，亮度的變化是0.04等。這種類型的變星是因為表面有大的星斑，隨著恆星的自轉出沒而造成光度變化。

## 行星系統

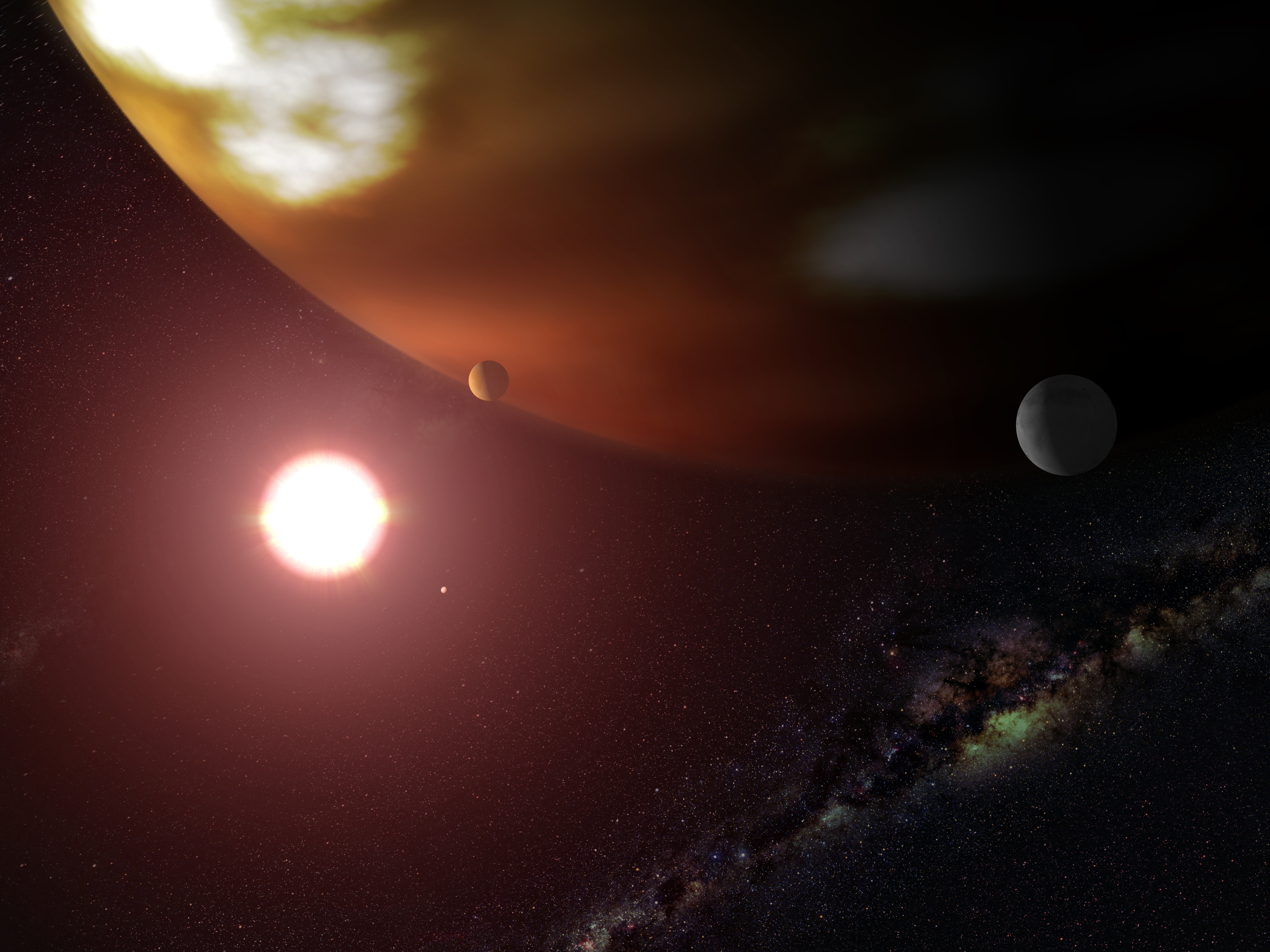
艺术家构想的格利泽876b行星概念图。

1998年，由Geoffrey Marcy和Xavier Delfosse分别领导的两个独立研究团队宣布发现一颗环绕格利泽876运行的行星。该行星被命名为格利泽876b，其发现基于对恒星径向速度变化的测量——这种变化由行星引力作用引起。该行星质量约为木星的两倍，轨道周期61天，距离恒星0.208天文单位，比水星与太阳的距离更近。
2001年，该系统中发现了第二颗更靠近恒星的行星。这颗命名为格利泽876c的行星质量为0.62倍木星质量，与外层行星形成2:1轨道共振，轨道周期为30.340天。最初观测到的轨道周期关联曾被误认为外层行星轨道离心率增大，实则为两行星间强烈引力相互作用导致的轨道要素快速变化。
2005年，Eugenio Rivera领导的团队通过进一步观测发现了第三颗类木行星格利泽876d，其位于更内侧轨道。该行星最小质量估计为5.88倍地球质量，可能属于类地行星。根据径向速度测量及与大质量行星的相互作用，推测系统轨道倾角约50°。若系统呈共平面结构，其实际质量将比径向速度测得的最小值高约30%，即约7.5倍地球质量。而天体测量数据显示外层行星倾角约84°，表明真实质量仅略高于最小值。
Paul Shankland（与Rivera等合作）的研究未能观测到行星凌星现象（即行星从恒星前方经过）以及由罗斯特-麦克劳克林效应引起的径向速度偏离90°倾斜，从而进一步否定了假定的约90°轨道倾角。
两颗类木行星均位于格利泽876传统定义的适居带（0.116至0.227天文单位）内。然而该系统中类地行星与适居带距离较远，该区域难以容纳另一颗宜居的类地行星。不过，大质量行星若拥有足够大的卫星，则可能具备支持生命存在的条件。
| 成員 (依恆星距離) | 质量               | 半長軸 (AU)             | 轨道周期 (天)       | 離心率            | 傾角 | 半径 |
| ----------------- | ------------------ | ----------------------- | ------------------- | ----------------- | ---- | ---- |
| d                 | 6.83 ± 0.40 M⊕     | 0.02080665 ± 0.00000015 | 1.937780 ± 0.000020 | 0.207 ± 0.055     | —    | —    |
| c                 | 0.7142 ± 0.0039 MJ | 0.129590 ± 0.000024     | 30.0081 ± 0.0082    | 0.25591 ± 0.00093 | —    | —    |
| b                 | 2.2756 ± 0.0045 MJ | 0.208317 ± 0.000020     | 61.1166 ± 0.0086    | 0.0324 ± 0.0013   | —    | —    |
| e                 | 14.6 ± 1.7 M⊕      | 0.3343 ± 0.0013         | 124.26 ± 0.70       | 0.055 ± 0.012     | —    | —    |

## 外部連結
- SIMBAD: V* IL Aqr -- High proper-motion Star
- The Extrasolar Planets Encyclopaedia: Notes for star Gliese 876
- SolStation: Gliese 876 / Ross 780 （页面存档备份，存于）
- ARICNS: 4C01870 （页面存档备份，存于）
- BBC: Smallest extrasolar planet found （页面存档备份，存于）
- Extrasolar Visions: Gliese 876
- APOD: A planet for Gliese 876 （页面存档备份，存于）
- Science News Online: Two teams find planet orbiting nearby star （页面存档备份，存于）
- Gliese 876 : THE CLOSEST EXTRASOLAR PLANET （页面存档备份，存于）
- Gliese 876d Pictures
- Extrasolar.net page for GJ 876